# 红科萨尔农村居民点
红科萨尔农村居民点（俄语：Краснокосаровское сельское поселение）是俄罗斯联邦布良斯克州姆格林区所属的一个农村居民点。其下辖有19个居民点，行政中心为红科萨尔。据2015年统计，该农村居民点的人口为1143人。